# Ploceus flavipes
Ploceus flavipes е вид птица от семейство Ploceidae. Видът е световно застрашен, със статут Уязвим.

## Разпространение
Видът е разпространен в Демократична република Конго.